# Блотниця (Західнопоморське воєводство)
Блотниця (пол. Błotnica) — село в Польщі, у гміні Колобжеґ Колобжезького повіту Західнопоморського воєводства.
Населення — 102 особи (2011).
У 1975-1998 роках село належало до Кошалінського воєводства.

## Демографія
Демографічна структура станом на 31 березня 2011 року:
|          | Загалом | Допрацездатний вік | Працездатний вік | Постпрацездатний вік |
| -------- | ------- | ------------------ | ---------------- | -------------------- |
| Чоловіки | 50      | 7                  | 37               | 6                    |
| Жінки    | 52      | 16                 | 26               | 10                   |
| Разом    | 102     | 23                 | 63               | 16                   |